# Coniophanes longinquus
Coniophanes longinquus — вид змій родини полозових (Colubridae). Ендемік Перу.

## Поширення і екологія
Coniophanes longinquus мешкають в Андах на північному заході Перу. Вони живуть у вологих і сухих тропічних лісах та на кавових і бананових плантаціях, на висоті від 1200 до 1430 м над рівнем моря. Живляться амфібіями і ящірками.